# Einzelteil
Ein Einzelteil (kurz: Teil) ist ein technisch beschriebener, nicht demontierbarer Gegenstand, der nach einem bestimmten Arbeitsplan gefertigt wird.

## Begriffsabgrenzung
Nach DIN EN ISO 10209 bildet eine Teilezeichnung (Engl.: part drawing, Frz.: dessin de pièce) ein Einzelteil, das nicht weiter demontiert werden kann, ab. Ein Fertigteil kann ein Einzelteil oder eine Baugruppe sein, wichtiger Aspekt ist hier die direkte Verbaubarkeit (siehe Fertigteilhaus). Im Gegensatz hierzu besteht eine Baugruppe aus mehreren Einzelteilen zur Erfüllung einer bestimmten Funktion. Baugruppen können im Gegensatz zu Einzelteilen i. d. R. zerstörungsfrei zerlegt werden, was insbesondere für das Recycling oder Aufbereitung und Wiederverwendung wichtig ist. Es gibt jedoch einige Ausnahmen von dieser Regel; dazu gehören Baugruppen, die geschweißt, verklebt, durch Hitze oder chemische Prozesse miteinander verbunden werden. Die Beziehung zwischen Einzelteilen und Baugruppen wird in Stücklisten beschrieben.
Einzelteile, deren Endform sich ähneln und die aus demselben Material bestehen, können oft auf derselben Maschine oder Anlage gefertigt werden; daher fasst man diese auch zu Teilefamilien zusammen (siehe auch: Fertigungsfamilie). Im Zusammenhang mit Produktionsplanungs- und -steuerungssystemen spricht man auch von Teilestammdaten. Damit meint man jedoch nicht nur Einzelteile, sondern auch Baugruppen und alle Materialien wie Rohstoffe, Werkstoffe, Halbzeug, Hilfsstoffe, Betriebsstoffe.

## Arten
Bei Einzelteilen eines Produktionsprogramms werden in der Produktionsplanung und -steuerung häufig unter dem Gesichtspunkt einer wirtschaftlichen Fertigung und logistischen Abwicklung folgende Teilearten unterschieden:
- Normteile; zu ihnen gehören DIN-Normteile, aber auch innerbetrieblich genormte Teile
- Gleichteile, die unverändert in verschiedenen Produkten verwendet werden können, jedoch keine Normteile sind
- Wiederholteile, die in mehreren Varianten eines Erzeugnisses oder einer Gruppe vorkommen, also die gleich bleibende Basis der Variante ausmachen
- Variante Teile, die bis auf wenige Einzelheiten einander gleich sind
- Ähnliche Teile sind zwar verschieden, unter manchen Gesichtspunkten aber dennoch vergleichbar. Gesichtspunkt bei der Festlegung ähnlicher Teile können sein:
  - die Geometrie und Gestalt (Form) eines Teils
  - die Oberflächenbeschaffenheit und deren Struktur
  - der Werkstoff, aus dem es hergestellt wird
  - die Fertigungsverfahren bei der Herstellung
  - die für die Fertigung benötigten Betriebsmittel
- Spezifische Teile sind Teile, die speziell für eine Verwendung konstruiert und gefertigt oder eingekauft werden.

Schließlich sind noch die Ersatzteile zu erwähnen.
Diese Unterscheidung der Teilearten hat wesentlichen Einfluss auf die Sachnummer eines Teils, insbesondere auf den klassifizierenden Teil einer Nummer. Die Klassifikation wiederum ist notwendig, um Teilefamilien und Fertigungsfamilien leichter zu erkennen.